# Welterbe in Kasachstan

Zum Welterbe in Kasachstan gehören (Stand 2024) sechs UNESCO-Welterbestätten, darunter drei Stätten des Weltkulturerbes und drei Stätten des Weltnaturerbes. Kasachstan ist der Welterbekonvention 1994 beigetreten, die erste Welterbestätte wurde 2003 in die Welterbeliste aufgenommen. Die bislang letzte Welterbestätte wurde 2023 eingetragen.

## Welterbestätten
Die folgende Tabelle listet die UNESCO-Welterbestätten in Kasachstan in chronologischer Reihenfolge nach dem Jahr ihrer Aufnahme in die Welterbeliste (K – Kulturerbe, N – Naturerbe, K/N – gemischt, (G) – auf der Liste des gefährdeten Welterbes).
| Bild                                                               | Bezeichnung                                                        | Jahr | Typ | Ref. | Beschreibung |
| ------------------------------------------------------------------ | ------------------------------------------------------------------ | ---- | --- | ---- | --- |
| Mausoleum von Hodscha Ahmad Yasawi                                 | Mausoleum von Hodscha Ahmad Yasawi (Lage)                          | 2003 | K   | 1103 | Erfüllte Kriterien für Weltkulturerbe: i., iii., iv. |
| Petroglyphen der archäologischen Landschaft von Tamagaly           | Petroglyphen der archäologischen Landschaft von Tamagaly (Lage)    | 2004 | K   | 1145 | Erfülltes Kriterium für Weltkulturerbe: iii. |
| Saryarka - Steppe und Seen von Nordkasachstan                      | Saryarka - Steppe und Seen von Nordkasachstan (Lage)               | 2008 | N   | 1102 | Naturschutzgebiete Naurzum und Qorgalschyn Erfüllte Kriterien für Weltnaturerbe: ix., x. |
| Seidenstraßen: das Straßennetzwerk des Chang'an-Tianshan-Korridors | Seidenstraßen: das Straßennetzwerk des Chang'an-Tianshan-Korridors | 2014 | K   | 1442 | Stätten an dem Zweig der Seidenstraße, der von der antiken chinesischen Stadt Chang’an aus durch das Tianshan-Gebirge führte. Die transnationale Welterbestätte umfasst 8 Stätten in Kasachstan. 25 weitere Stätten befinden sich in China und Kirgisistan. Erfüllte Kriterien für Weltkulturerbe: ii., iii., v., vi. |
| Westliches Tian-Shan-Gebirge                                       | Westliches Tian-Shan-Gebirge                                       | 2016 | N   | 1490 | Umfasst in Kasachstan sieben Schutzgebiete im Naturreservat Karatau, Naturreservat Aksu-Jabagly und Nationalpark Sairam-Ugam. Weitere Schutzgebiete liegen in Kirgisistan und Usbekistan. Erfülltes Kriterium für Weltnaturerbe: x.                                                                                   |
| Winterkalte Wüsten von Turan                                       | Winterkalte Wüsten von Turan                                       | 2023 | N   | 1693 | 5 Wüsten in Kasachstan: Naturreservat Barsa-Kelmes, Kaskakulan und 3 Schutzgebiete im Altyn-Emel-Nationalpark, weitere in Turkmenistan und Usbekistan. Erfüllte Kriterien für Weltnaturerbe: ix., x. |

## Tentativliste
In der Tentativliste sind die Stätten eingetragen, die für eine Nominierung zur Aufnahme in die Welterbeliste vorgesehen sind.
Mit Stand 2025 sind 13 Stätten in der Tentativliste von Kasachstan eingetragen, die letzte Eintragung erfolgte im August 2021.
Die folgende Tabelle listet die Stätten in chronologischer Reihenfolge nach dem Jahr ihrer Aufnahme auf die Tentativliste.
| Bild                                         | Bezeichnung                                           | Jahr | Typ | Ref. | Beschreibung |
| -------------------------------------------- | ----------------------------------------------------- | ---- | --- | ---- | --- |
|                                              | Turkische Kultstätte von Merke                        | 1998 | K/N | 1131 | Turkische Kultstätte auf 3000 m Höhe im Kirgisischen Alatau etwa 37 km südlich der Stadt Merki |
| (weitere Bilder)                             | Nördlicher Tian Shan (Nationalpark Ile-Alatau) (Lage) | 2002 | N   | 1681 | |
| BW                                           | Abylaikit-Kloster (Lage)                              | 2021 | K   | 6558 | Kloster 53 km südlich von Öskemen |
| BW                                           | Kulturlandschaft Ulytau (Lage)                        | 2021 | K   | 6560 | Stand bereits von 1998–2021 als Mixed-Stätte auf der Tentativliste |
|                                              | Petroglyphen von Arpaösen                             | 2021 | K   | 6562 | Stand bereits von 1998–2021 auf der Tentativliste |
|                                              | Petroglyphen von Eschkiölmes                          | 2021 | K   | 6563 | Stand bereits von 1998–2021 als Mixed-Stätte auf der Tentativliste |
|                                              | Petroglyphen von Kulzhabasy                           | 2021 | K   | 6564 | |
|                                              | Petroglyphenstätte von Sauyskandyk                    | 2021 | K   | 6565 | Stand bereits von 2016–2021 auf der Tentativliste |
| Felsenmoscheen der Mangyshlak-Halbinsel      | Felsenmoscheen der Mangyshlak-Halbinsel               | 2021 | K   | 6566 | Beinhaltet 5 Moscheen |
| Seidenstraße: Prähistorische Phase           | Seidenstraße: Prähistorische Phase                    | 2021 | K   | 6567 | Beinhaltet 3 Stätten: Besshatyr-Grabfelder, Nekropole von Boralday und Nekropole von Esik |
| Seidenstraße: Fergana-Syrdarya-Korridor      | Seidenstraße: Fergana-Syrdarya-Korridor               | 2021 | K   | 6568 | Beinhaltet 9 Stätten: Antike Siedlungen von Asanas, Kyshkala, Otrar, Sygnak, Yassy-Turkestan, Zhankala (Zhent), Zhankent, archäologischer Komplex von Sauran, Stätte der Zhetyasar Oase. Stätte ist für 2026 nominiert. |
| Seidenstraße: Wolga-Kaspischer Korridor      | Seidenstraße: Wolga-Kaspischer Korridor               | 2021 | K   | 6569 | Beinhaltet 3 Stätten: Antike Siedlungen von Kyzyl kala, Zhaiyk und Saraychik |
| Ustyurt: Naturlandschaft und Aran-Jagdfallen | Ustyurt: Naturlandschaft und Aran-Jagdfallen          | 2021 | K/N | 6571 | |

### Ehemalige Welterbekandidaten
Diese Stätte stand früher auf der Tentativliste, wurden jedoch wieder zurückgezogen oder von der UNESCO abgelehnt. Stätten, die in anderen Einträgen auf der Tentativliste enthalten oder Bestandteile von Welterbestätten sind, werden hier nicht berücksichtigt.
| Bild | Bezeichnung                                                     | Jahr      | Typ | Ref. | Beschreibung |
| ---- | --------------------------------------------------------------- | --------- | --- | ---- | --- |
|      | Megalithische Mausoleen der Begasy-Dandybai-Kultur              | 1998–2021 | K   | 1132 | Die Begasy-Dandybai-Kultur war eine Kultur der späten Bronzezeit, die in der zweiten Hälfte des 2. Jahrtausends v. Chr. in den Steppen und Halbwüsten des zentralen Kasachstan verbreitet war. Die Hauptdenkmäler dieser Kultur sind megalithische Mausoleen. |
|      | Hügelgräber mit Steinstufen der Tasmola-Kultur                  | 1998–2021 | K/N | 1133 | Die Tasmola-Kultur war eine Kultur, die etwa vom 7. bis 3. Jahrhundert v. Chr. im Gebiet des heutigen Kasachstan verbreitet war. |
|      | Paläolithische Stätten und Geomorphologie der Qaratau-Bergkette | 1998–2021 | K/N | 1136 | Im Qaratau-Gebirge wurden über 300 paläolithische Stätten entdeckt, von denen bisher erst ein geringer Teil ausgegraben wurde. |
|      | Archäologische Stätten der Otrar-Oase                           | 1998–2021 | K   | 1137 | Die Otrar-Oase hat eine Fläche von etwa 200 km²Hier finden sich die Ruinen einer Reihe von verlassenen Ortschaften, darunter Otrar, Kuyruk-Tobe, Altyn-Tobe, Pshakshi-Tobe, Mardan-Kuyk und Kok-Mardan.                                                       |
|      | Naturreservat Aqsu-Schabaghyly                                  | 2002–2021 | N   | 1683 | |
|      | Seidenstraße                                                    | 2012–2021 | K   | 5754 | umfasste 31 Stätten, davon 23 neue, von denen sind 12 in Nominierungen von 2021 aufgegangen. 11 Stätten sind nicht mehr Teil des Vorschlags: |